# نوپسرها یونانا
نوپسرها یونانا یک گونه سوسک از خانوادهٔ سوسک‌های شاخک‌دراز است. استفان فون برونینگ در سال ۱۹۶۰ این گونه را توصیف و بررسی کرد.